# Ballon (Sarthe)
Ballon is een plaats en voormalige gemeente in het Franse departement Sarthe (regio Pays de la Loire) en telt 1382 inwoners (1999). De plaats maakt deel uit van het arrondissement Le Mans. Ballon is op 1 januari 2016 gefuseerd met de gemeente Saint-Mars-sous-Ballon tot de gemeente Ballon-Saint Mars.

## Geografie
De oppervlakte van Ballon bedraagt 13,4 km², de bevolkingsdichtheid is 103,1 inwoners per km².
De onderstaande kaart toont de ligging van Ballon (Sarthe) met de belangrijkste infrastructuur en aangrenzende gemeenten.

## Demografie
Onderstaande figuur toont het verloop van het inwonertal (bron: INSEE-tellingen).

## Geboren te Ballon (Sarthe)
Louis François Coutard